# Parque nacional de la Sierra del Divisor (Brasil)
Para la cadena montañosa en general, véase Sierra del Divisor; para el parque peruano, véase Parque nacional Sierra del Divisor.

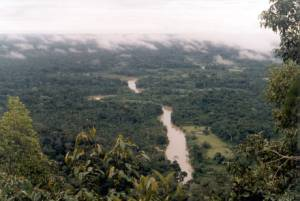
Río Moa, uno de los ríos que pasan por el parque.

El Parque nacional de la Sierra del Divisor se localiza en los municipios de Rodrigues Alves, Porto Walter, Marechal Thaumaturgo, Mâncio Lima y Cruzeiro do Sul, en el estado de Acre, Brasil, en la frontera con Perú.

## Historia
El origen del nombre viene del relieve de la región donde se encuentra la división natural de las aguas de las cuencas hidrográficas del Río Ucayali (Perú) y el Río Juruá (Brasil). En la región también se encuentran numerosos vestigios fósiles. Fue creado el 16 de junio de 1989 por el Decreto federal nº97.839

## Geografía
Es considerado el lugar de mayor biodiversidad de la Amazonia. Varias especies endémicas vegetales y animales son encontradas debido, en parte, a su proximidad con el ecosistema andino, en una región de transición de las tierras bajas de la Amazonia y las montañas de los Andes. Posee un área de 843.000 hectáreas, siendo el cuarto mayor parque nacional brasileño. Varias poblaciones indígenas habitan en el parque, además de los seringueiros (cultivadores del caucno, llamado en portugués siringa o seringueira) que son habitantes del parque desde varias generaciones.

## Acceso
El parque no está abierto al público.